# Haszaka kormányzóság

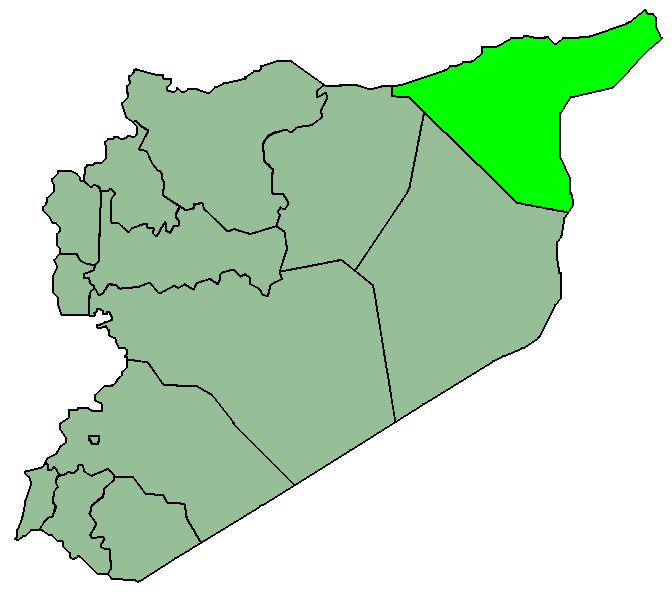
Haszaka kormányzóság elhelyezkedése Szírián belül

El-Haszaka kormányzóság (arabul محافظة نابلس [Muḥāfaẓat al-Ḥasaka]) Szíria tizennégy kormányzóságának egyike. Az ország északkeleti részén fekszik. Északon Törökország (egy kis szakaszon a Tigris révén), keleten Irak, délen és délnyugaton Dajr ez-Zaur kormányzóság, északnyugaton pedig er-Rakka kormányzóság határolja. Központja el-Haszaka városa. Területe 23 334 km², népessége pedig a 2004-es népszámlálás adatai szerint 1 275 118 fő.

## Közigazgatási beosztása
Haszaka kormányzóság területe öt kerületre (mintaka) és tizenkilenc körzetre (náhija) oszlik.